# Kampochóri (ort i Grekland, Nomós Kilkís)
Kampochóri är en ort i Grekland.   Den ligger i prefekturen Nomós Kilkís och regionen Mellersta Makedonien, i den norra delen av landet, 300 km norr om huvudstaden Aten. Kampochóri ligger 33 meter över havet och antalet invånare är 204.
Terrängen runt Kampochóri är platt åt sydost, men åt nordväst är den kuperad.Runt Kampochóri är det ganska tätbefolkat, med 72 invånare per kvadratkilometer. Närmaste större samhälle är Koufália, 18,7 km söder om Kampochóri. Trakten runt Kampochóri består till största delen av jordbruksmark.